# Шемякин, Анатолий Николаевич
Анато́лий Никола́евич Шемя́кин (24 мая 1891, Самара, Российская Империя — 14 апреля 1989, Нарва, СССР) — советский психолог и философ
, профессор (1934), кандидат психологических наук (1948), с 1951 по 1968 год — заведующий кафедрой психологии и педагогики Уральского государственного университета.

## Биография
Родился 24 мая 1891 года в городе Самара в семье купца.
Учился в гимназии, затем продолжил обучение в учительском институте. После его окончания в 1911 году работал учителем в школе.
С 1914 года участвовал в Первой мировой войне. Начинал ратником ополчения второго разряда царской армии, был трижды ранен.
В феврале 1917 года направлен на учёбу в Ораниенбаумскую офицерскую пулеметную школу. В пути был задержан солдатами и матросами в Петрограде. Оставшись на время в столице, наблюдал за событиями Февральской революции.
В начале 1918 года уволился из армии и приехал в Иркутск, где через некоторое время был снова призван в Красную Армию. Как образованного специалиста, Шемякина взял на формирование красного кавалерийского полка его командир Крахмалев. В качестве помощника командира полка участвовал в боевых действиях против армии адмирала Колчака, в частности, в переходе по озеру Байкал на помощь к красным партизанам. Был четырежды ранен.
После гибели командира полка в 1919 году под деревней Карабаиновка в Забайкалье, Шемякин, получивший очередное ранение, принял командование кавалерийским полком на себя. В этой должности воевал до конца Гражданской войны. По военным делам встречался с Уборевичем, Постышевым, Блюхером.
После демобилизации поступил на биолого-географическое отделение Читинского педагогического института, который окончил в 1924 году. Одновременно работал инструктором в Забайкальском отделе районного образования (с 1921 года), с 1922 года читал лекции во Владивостокской краевой партийной школе и заведовал там учебной частью.
Окончив институт, Шемякин год работал директором промышленно-экономического техникума во Владивостоке. С 1925 года — в различных вузах Советского Сюза. Был ассистентом в одном из вузов Владивостока, доцентом кафедры философии Ленинградского государственного университета, заведующим кафедры общественных наук медицинского института в Ашхабаде. Позднее работал в Ульяновске и Пятигорске.
В 1931 году Шемякину было присвоено звание профессора. Будучи членом партбюро вузов и депутатом городских Советов, выступал с лекциями перед рабочими коллективами, писал статьи и научные работы (всего — около 60), редактировал издававшиеся в вузах сборники ученых записок. От Всесоюзного Коммунистического Университета профессору был выдан документ: «Преподавателю-ударнику А. Н. Шемякину».
В годы Великой Отечественной войны был командиром роты отдельного саперного батальона на Северо-Кавказском фронте. В 1942 году за организацию строительства оборонных рубежей на Кавказе был удостоен благодарности от командования Красной Армии. Был награждён медалью «За победу над Германией» (1945) и «За доблестный труд в Великой Отечественной войне» (1946).
В 1951 году, находясь в Свердловской области, организовал в Уральском государственном университете кафедру психологии и педагогики, а также учебный кабинет психологии при ней. Кафедрой и кабинетом университета заведовал до 1968 года.
Работая в университете, Шемякин читал лекции по психологии и спецкурс «Психология художественного творчества в свете учения И. П. Павлова». Был руководителем отделения Всесоюзного общества психологов и экспертной комиссией при координационном совете Уральского государственного университета. Шемякиным редактировались сборники научных трудов преподавателей вузов Уральского экономического района. Сферой научных интересов профессора была психология художественного творчества. Написал около 40 печатных работ по вопросам психологии и философии.
В 1968 году Анатолий Шемякин переехал в город Нарву Эстонской ССР, где ровно 20 лет отработал в городской организации общества «Знание». Читал лекции более чем на 30 тем под названием: «Психология человека в самых различных аспектах его жизни и деятельности». Наибольшим спросом слушателей пользовались темы о любви, браке, семье, долголетии. Одновременно работал в бюро путешествий и экскурсий.
После 90 лет деятельность Шемякина в обществе «Знание» стало менее активной — 40-50 лекций в год (лекция в неделю).
Анатолий Шемякин скончался 14 апреля 1989 года на 98-м году жизни.

## Сочинения
Около 40 печатных работ по различным вопросам психологии и философии, в том числе:
- Психологические особенности творчества в изобразительном искусстве (на материалах живописи) // Сб. материалов науч. сессии вузов Уральского экономического района (февраль 1963).
- Педагогические науки. Свердловск, 1963.